# Hiệp ước hòa bình Ai Cập - Israel
Hiệp ước hòa bình Ai Cập-Israel là một hiệp ước hòa bình giữa Ai Cập và Israel được ký kết tại Washington, D.C., Hoa Kỳ vào ngày 26 tháng 3 năm 1979 sau Hiệp định Trại David năm 1978. Tổng thống Ai Cập Anwar Al-Sadad và Thủ tướng Israel Menachem Begin ký hiệp ước với sự chứng kiến của Tổng thống Hoa Kỳ Jimmy Carter. Sau khi ký hiệp ước hòa bình, Ai Cập trở thành quốc gia Ả Rập đầu tiên công nhận Israel.

## Nội dung
Theo hiệp ước, Ai Cập và Israel bình thường hóa quan hệ và chấm dứt tình trạng chiến tranh đã tồn tại kể từ Chiến tranh Ả Rập – Israel 1948. Israel chấm dứt chiếm đóng Bán đảo Sinai và rút quân đội, dân thường khỏi bán đảo, trong khi Ai Cập đồng ý phi quân sự hóa bán đảo. Ai Cập cho phép tàu thuyền Israel đi qua Kênh đào Suez và ngừng phong tỏa Eo biển Tiran và Vịnh Aqaba đối với tàu thuyền Israel. Hiệp định cũng yêu cầu Israel chấm dứt quân quản đối với các vùng lãnh thổ do Israel chiếm đóng và trao quyền tự chủ hoàn toàn cho người Palestin tại các vùng lãnh thổ này, là cơ sở của Hiệp định Oslo.

## Thực hiện

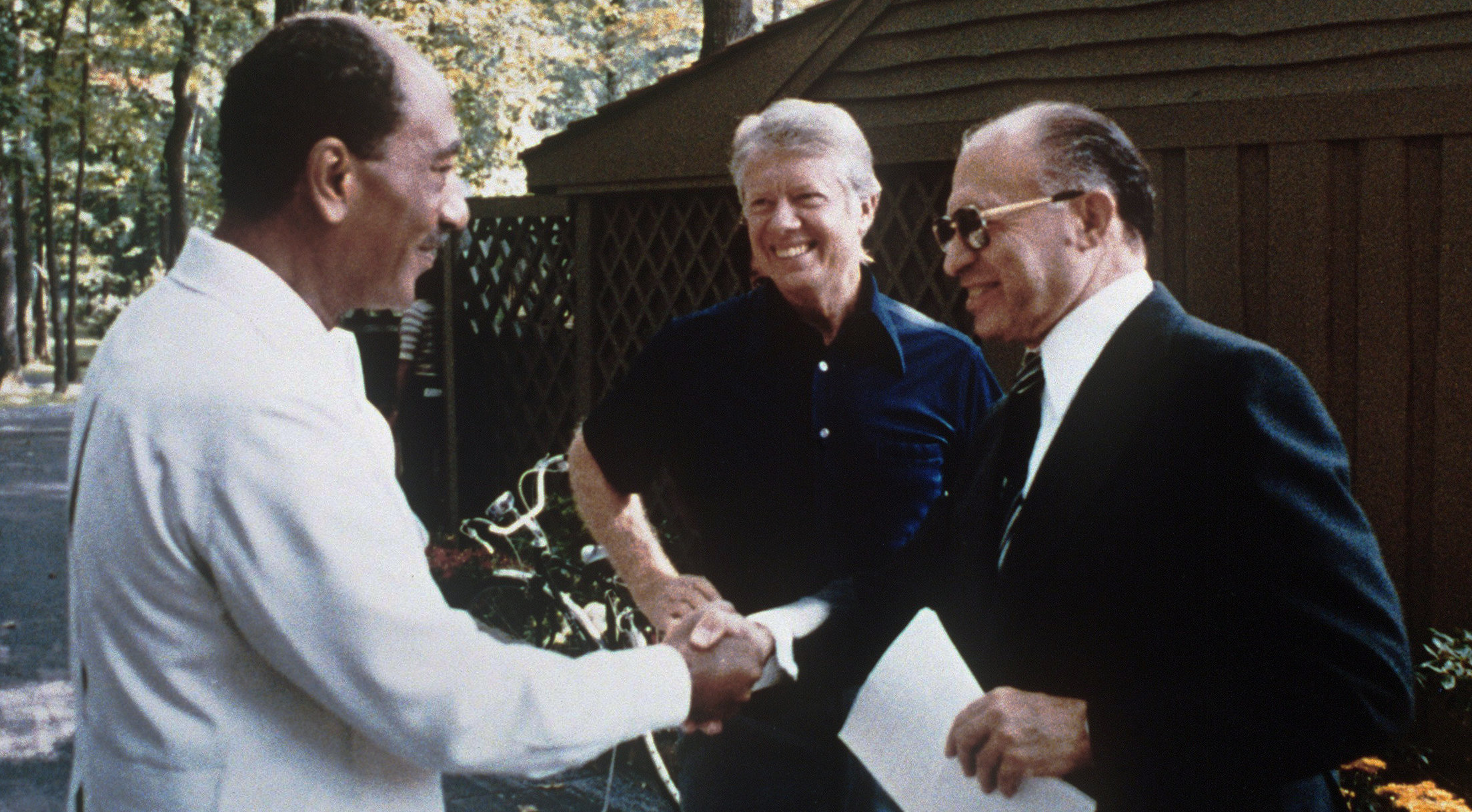
Menachem Begin, Jimmy Carter và Anwar Al-Sadad tại Trại David, năm 1978.

### Bình thường hóa quan hệ
Ai Cập và Israel bình thường hóa quan hệ ngoại giao vào tháng 1 năm 1980 và trao đổi đại sứ vào tháng 2 năm 1980. Quốc hội Ai Cập bãi bỏ lệnh tẩy chay Israel và hai nước tiến hành một số hoạt động thương mại. Tháng 3 năm 1980, các đường bay giữa Ai Cập và Israel bắt đầu được khai thác và Ai Cập bắt đầu cung cấp dầu thô cho Israel.

### Phi quân sự hóa Bán đảo Sinai
Ngày 23 tháng 5 năm 1981, Tổng Thư ký Liên Hợp Quốc Kurt Waldheim tuyên bố rằng Liên Hợp Quốc không thể cung cấp lực lượng gìn giữ hòa bình tại Bán đảo Sinai vì sẽ bị Liên Xô phủ quyết. Ai Cập, Israel và Hoa Kỳ tiến hành đàm phán để thành lập một tổ chức gìn giữ hòa bình bên ngoài khuôn khổ Liên Hợp Quốc. Ngày 3 tháng 8 năm 1981, Lực lượng Quan sát viên Đa quốc gia được thành lập, có nhiệm vụ đảm bảo tuân thủ hiệp ước của Ai Cập và Israel.

### Cơ chế hoạt động đã thỏa thuận
Hiệp ước hòa bình thiết lập Cơ chế hoạt động đã thỏa thuận nhằm cho phép Ai Cập và Israel cùng quyết định việc triển khai quân đội Ai Cập tại Bán đảo Sinai mà không phải sửa đổi hiệp ước. Israel cho phép Ai Cập triển khai quân tới miền trung và miền đông Bán đảo Sinai để trấn áp các nhóm jihad. Việc điều động quân được phối hợp thông qua Lực lượng Quan sát viên Đa quốc gia.
Trong Cách mạng Ai Cập 2011, Israel lần đầu tiên cho phép Ai Cập bổ sung quân vào Bán đảo Sinai kể từ khi hiệp ước hòa bình được ký kết. Ai Cập điều động hai tiểu đoàn gồm khoảng 800 binh lính vào thành phố Sharm el-Sheikh ở mũi phía nam Bán đảo Sinai.
Tháng 8 năm 2012, Israel cho phép Ai Cập triển khai thêm lực lượng, bao gồm cả trực thăng tấn công, ở phía bắc Bán đảo Sinai để trấn áp các phần tử khủng bố đã thực hiện một cuộc tấn công vào lực lượng biên phòng Ai Cập khiến 16 người thiệt mạng. Tuy nhiên, Ai Cập di chuyển thêm vũ khí hạng nặng vào khu phi quân sự mà không phối hợp với Israel, mặc dù Ai Cập cho rằng việc triển khai vũ khí phù hợp với các thỏa thuận đã đạt được với Israel vào năm 2011. Sau khi Israel yêu cầu Hoa Kỳ làm trung gian hòa giải, Bộ trưởng Bộ Quốc phòng Ai Cập Abdel Fattah el-Sisi đã cam kết với Bộ trưởng Bộ Quốc phòng Israel Ehud Barak rằng Ai Cập sẽ duy trì hiệp ước hòa bình với Israel.
Tháng 7 năm 2013, Israel cho phép Ai Cập triển khai thêm quân ở Bán đảo Sinai sau khi tình hình bạo lực gia tăng tại khu vực.

### Tự do hàng hải
Chính phủ Ai Cập đóng Kênh đào Suez hai lần từ năm 1956 đến năm 1957 và từ năm 1967 đến năm 1975, gây ra hậu quả kinh tế nghiêm trọng cho thương mại địa phương và toàn cầu, nên hiệp ước hòa bình cũng nhằm mục đích phòng ngừa khủng hoảng liên quan đến Kênh đào Suez trong tương lai. Theo hiệp ước, tàu thuyền Israel và tàu thuyền đến hoặc đi từ Israel được tự do đi lại qua Kênh đào Suez, Vịnh Suez và Địa Trung Hải trên cơ sở Công ước Constantinople. Ai Cập và Israel công nhận Eo biển Tiran và Vịnh Aqaba là tuyến đường thủy quốc tế và cam kết không hạn chế quyền tự do hàng hải, hàng không của bất kỳ quốc gia nào. Liên Hợp Quốc triển khai lực lượng gìn giữ hòa bình quốc tế tới Kênh đào Suez, sau đó được Lực lượng Quan sát viên Đa quốc gia thay thế cho đến hiện tại.

## Kết cục

### Phản ứng trong thế giới Ả Rập
Hiệp ước hòa bình bị thế giới Ả Rập lên án là một sự phản bội. Yasser Arafat, lãnh đạo Tổ chức Giải phóng Palestine, tuyên bố rằng "nền hòa bình giả tạo" giữa Ai Cập và Israel sẽ không bền lâu. Nhằm khôi phục uy tín trong thế giới Hồi giáo, Ai Cập viện dẫn kinh thánh Hồi giáo để biện minh cho hiệp ước hòa bình, đồng thời bác bỏ nỗ lực chống hòa bình của các tổ chức Hồi giáo chủ nghĩa ở Trung Đông - Bắc Phi. Liên đoàn Ả Rập đình chỉ tư cách thành viên của Ai Cập từ năm 1979 đến năm 1989 và Sadat bị các thành viên Tổ chức Jihad Hồi giáo Ai Cập ám sát vào ngày 6 tháng 10 năm 1981. Tổng thống Syria Hafez al-Assad cắt đứt quan hệ ngoại giao với Ai Cập và mãi đến năm 1998 quan hệ ngoại giao giữa hai nước mới được tái lập.

### Tác động tại Ai Cập
Kể từ khi hiệp ước hòa bình có hiệu lực, Ai Cập trở thành đối tác chiến lược quan trọng của Israel. Cựu bộ trưởng Bộ Quốc phòng Israel Binyamin Ben-Eliezer tuyên bố rằng quan hệ hợp tác giữa Ai Cập và Israel "vượt ra ngoài phạm vi chiến lược". Tuy nhiên, nền hòa bình giữa Ai Cập và Israel thường được mô tả là hòa bình lạnh và nhiều người Ai Cập không ủng hộ hiệp ước hòa bình. Xung đột Ả Rập – Israel là trở ngại cải thiện mối quan hệ giữa hai nước.
Theo thỏa thuận, Hoa Kỳ bắt đầu viện trợ kinh tế và quân sự cho Ai Cập và hậu thuẫn về chính trị cho chính phủ Ai Cập. Từ năm 1979, Hoa Kỳ viện trợ quân sự cho Ai Cập hơn 1,3 tỷ đô la Mỹ mỗi năm.
Sau Cách mạng Ai Cập 2011, Israel lo sợ rằng chính phủ mới sẽ không duy trì hiệp ước hòa bình, mặc dù Thủ tướng Israel Benjamin Netanyahu tuyên bố rằng ông mong đợi chính phủ Ai Cập mới sẽ duy trì hiệp ước hòa bình với Israel. Ngày 12 tháng 2 năm 2011, Quân đội Ai Cập tuyên bố rằng Ai Cập sẽ tiếp tục tuân thủ tất cả các điều ước quốc tế và khu vực của mình. Tuy nhiên, Ayman Nour, một nhân vật đối lập có ảnh hưởng của Ai Cập, đề nghị "đánh giá lại" hiệp ước hòa bình. Ngày 15 tháng 9 năm 2011, Thủ tướng Ai Cập Essam Sharaf nói rằng hiệp ước hòa bình với Israel "không phải là điều thiêng liêng". Rashad al-Bayumi, phó chủ tịch Anh em Hồi giáo, cho biết sẽ không công nhận Israel và có thể trưng cầu ý dân về hiệp ước hòa bình vì họ có quyền xem xét lại hiệp ước hòa bình và người dân Ai Cập "vẫn chưa có cơ hội phát biểu nguyện vọng của mình". Đại diện của Anh em Hồi giáo trước đó nói với các nhà ngoại giao Hoa Kỳ rằng họ không có ý định hủy bỏ hiệp ước hòa bình.
Ngày 31 tháng 7 năm 2014, Tổng thống Ai Cập Abdel Fattah el-Sisi cam kết duy trì hiệp ước hòa bình với Israel.